# Viktor Kesler
Viktor Kesler je subotički glazbenik. Bavi se glazbenim aranžmanima, glazbenom produkcijom i skladanjem. Voditelj je filmskog i televizijskog Studija Kesler. Glazbom se bavi od 1996. godine. Počelo je kao hobi. Prvo je radio s Aleksandrom Feherom, nastavilo se sa Žikom Savinom. Kesler je radio glazbu i aranžmane, iako zajedno rade na svim poslovima.
Prije studijskog rada svirao je s grupom Amor i to je trajalo dugo vremena. Poslije je svirao s Big mamom. Uslijedila je pauza, pa je radio sa subotičkom grupom Bajpas.
U Keslerovom studiju skladbe su snimali razni sastavi: punk sastav Ljudske potrebe, kojima je producirao album., Saša Vidicki (Sale Timer) snimio je 2015. homebrew album Spring, grupa Tranzit snimila je spot u produkciji Keslerova studija kolovoza 2013. Kod Keslera su snimali bendovi "3 ispod nule", kompilacija subotičkih mladih bendova, Mag trio, So what.
Skladao je glazbe za album Božje djelo subotičkog VIS-a Proroci Za promidžbeni spot djece odjela za nastavu na hrvatskom jeziku u Subotici Uvijek budi svoj travnja 2011. aranžirao je glazbu, s Josipom Dević skladao glazbu i pojavljuje se kao vokal s Borisom Devićem i Željkom Biljanski.
Aranžirao glazbu za VIS Proroke, na stihove Nevene Mlinko kojom su nastupili na MarijaFestu 2011. i 2012.
Skladao i aranžirao novogodišnju pjesmu Idemo dalje zajedno s Draganom Malinovićem, u izvedbi Subotičkih zvezda.
Glazbeniku Aleksandru Babiću skladao je i aranžirao skladbu Neno za 2. međunarodni festival Muf + Boban u Zrenjaninu 2001. Sa suradnicima je surađivao s Igorom Terzijom na Budvanskom festivalu na skladbi Tebe bih te na Radio S festivalu gdje je Igor Terzija pjevao u duetu s Žanom Prijić Ako se ljubav zove kao ti. Terziji je Kesler radio na cijelom albumu.
Snimio koncert Saše Grunčića po kojem je snimljen album uživo Glasovi orgulja u ravnici.
Skladbe su mu nagrađivane na festivalima duhovne glazbe. Na HosanaFestu 2010. skladba Zagrljeni u duši u izvedbi VIS-a Proroci (glazba Josipa Dević i Viktor Kesler, obrada Viktor Kesler) dobila prvu glavnu nagradu, 2011. skladba Tvojim putem poći u izvedbi skupine Damjan iz Vukovara (obrada Viktor Kesler) osvojila je prvu glavnu nagradu. 2012. godine skladba Nek' Mu pjeva svijet u izvedbi Aid band Glasnici  (Vrpolje-Vukovar-Subotica) dobila je prvu nagradu stručnog prosudbenog povjerenstva (glazba Viktor Kesler), a skladba Ljubi Boga svoga (glazba Viktor Kesler) u izvedbi VIS-a Ritam vjere dobila je nagradu publike.

## Vanjske poveznice
- Sva ta muzika Viktor Kesler
- Discogs Viktor Kesler
- Studio Kesler